# Denver Nuggets 2002-2003
La stagione 2002-03 dei Denver Nuggets fu la 27ª nella NBA per la franchigia.
I Denver Nuggets arrivarono settimi nella Midwest Division della Western Conference con un record di 17-65, non qualificandosi per i play-off.

## Roster
| N° | Naz.                   | Ruolo | Sportivo               | Anno | Alt. | Peso |
| -- | ---------------------- | ----- | ---------------------- | ---- | ---- | ---- |
| 1  | Stati Uniti (bandiera) | A     | Donnell Harvey         | 1980 | 203  | 100  |
| 3  | Stati Uniti (bandiera) | GA    | Vincent Yarbrough      | 1981 | 201  | 95   |
| 4  | Jugoslavia (bandiera)  | G     | Predrag Savović        | 1976 | 198  | 102  |
| 5  | Stati Uniti (bandiera) | A     | Juwan Howard           | 1973 | 206  | 109  |
| 6  | Stati Uniti (bandiera) | G     | Lorinza Harrington     | 1980 | 193  | 82   |
| 7  | Stati Uniti (bandiera) | A     | Rodney White           | 1980 | 206  | 108  |
| 9  | Stati Uniti (bandiera) | AC    | Mark Bryant            | 1965 | 206  | 111  |
| 11 | Stati Uniti (bandiera) | G     | Kenny Satterfield      | 1981 | 188  | 84   |
| 11 | Stati Uniti (bandiera) | G     | Shammond Williams      | 1975 | 185  | 91   |
| 12 | Stati Uniti (bandiera) | G     | Chris Whitney          | 1971 | 183  | 76   |
| 14 | Stati Uniti (bandiera) | G     | Devin Brown            | 1978 | 196  | 100  |
| 15 | Stati Uniti (bandiera) | A     | Chris Andersen         | 1978 | 208  | 104  |
| 20 | Stati Uniti (bandiera) | G     | Jeff Trepagnier        | 1979 | 193  | 91   |
| 21 | Stati Uniti (bandiera) | G     | Adam Harrington        | 1980 | 196  | 91   |
| 22 | Georgia (bandiera)     | A     | Nik'oloz Tskit'ishvili | 1983 | 213  | 102  |
| 23 | Stati Uniti (bandiera) | AC    | Marcus Camby           | 1974 | 211  | 100  |
| 25 | Stati Uniti (bandiera) | G     | John Crotty            | 1969 | 185  | 84   |
| 30 | Stati Uniti (bandiera) | C     | Mark Blount            | 1975 | 213  | 118  |
| 31 | Brasile (bandiera)     | AC    | Nenê Hilário           | 1982 | 211  | 122  |
| 32 | Stati Uniti (bandiera) | A     | Ryan Bowen             | 1975 | 201  | 98   |
| 41 | Stati Uniti (bandiera) | GA    | James Posey            | 1977 | 203  | 98   |

## Staff tecnico
- Allenatore: Jeff Bzdelik
- Vice-allenatori: Jarinn Akana, Bill Branch, T.R. Dunn, John MacLeod, Mark Randall